# Organisation territoriale du Santander
Le département de Santander est divisé en 87 municipalités, organisées dans 6 provinces régionales : Comunera, García-Rovira, Guanentá, Mares, Soto et Vélez.

## Liste des municipalités par régions

### Soto
- Bucaramanga, California, Charta, El Playón, Floridablanca, Girón, Lebrija, Los Santos, Matanza, Piedecuesta, Rionegro, Santa Bárbara, Suratá, Tona,  Vetas,

### Comuneros
- Chima, Confines, Contratación, El Guacamayo, Galán, Gámbita, Guadalupe, Guapotá, Hato, Oiba, Palmar, Palmas del Socorro, San José de Suaita, Santa Helena del Opón, Simacota, Socorro,

### Guanentá
- Aratoca, Barichara, Cabrera, Coromoro, Curití, Charalá, Encino, Jordán, Mogotes, Ocamonte, Onzaga, Páramo, Pinchote, San Joaquín, San Gil, Valle de San José, Villanueva,

### Garcia Rovira
- Capitanejo, Carcasí, Cepitá, Cerrito, Concepción, Enciso, Guaca, Macaravita, Málaga, Molagavita, San Andrés, San José de Miranda, San Miguel,

### Mares
- Barrancabermeja, Betulia, El Carmen de Chucurí, Puerto Wilches, Sabana de Torres, San Vicente de Chucurí, Zapatoca,

### Vélez
- Aguada, Albania, Barbosa, Bolívar, Cimitarra, El Peñón, Chipatá, Florián, Guavatá, Güepsa, Jesús María, La Belleza, La Paz, Landázuri, Puente Nacional, Puerto Parra, San Benito, Sucre, Vélez.